# 延斯·福格特
延斯·福格特（Jens Voigt，German: [jɛns foːkt]，1971年9月17日—）是前自行車職業選手，先後曾加入德國不同的車隊，退役前為 UCI ProTeam Trek–Segafredo的成員。福格特曾成功兩次穿上環法自行車賽（Tour de France）的黃衫，然而由於不擅山路，他從來不是總冠軍的熱門人選。他生涯中創紀錄五次奪下國際準則自行車賽（Critérium International）的冠軍，也贏得不少巡迴賽事及環法自行車賽的分段賽事。2014年9月，他創下場地賽事紀錄。後來同年10月則由 Matthias Brändle 超越
歸功於福格特積極進取的騎車風格，加上面對大眾及媒體，他既親切直率，又善於表達，福格特是位相當受自行車粉絲歡迎的車手，除了母語德文外，他的法文及英文也說得流利。

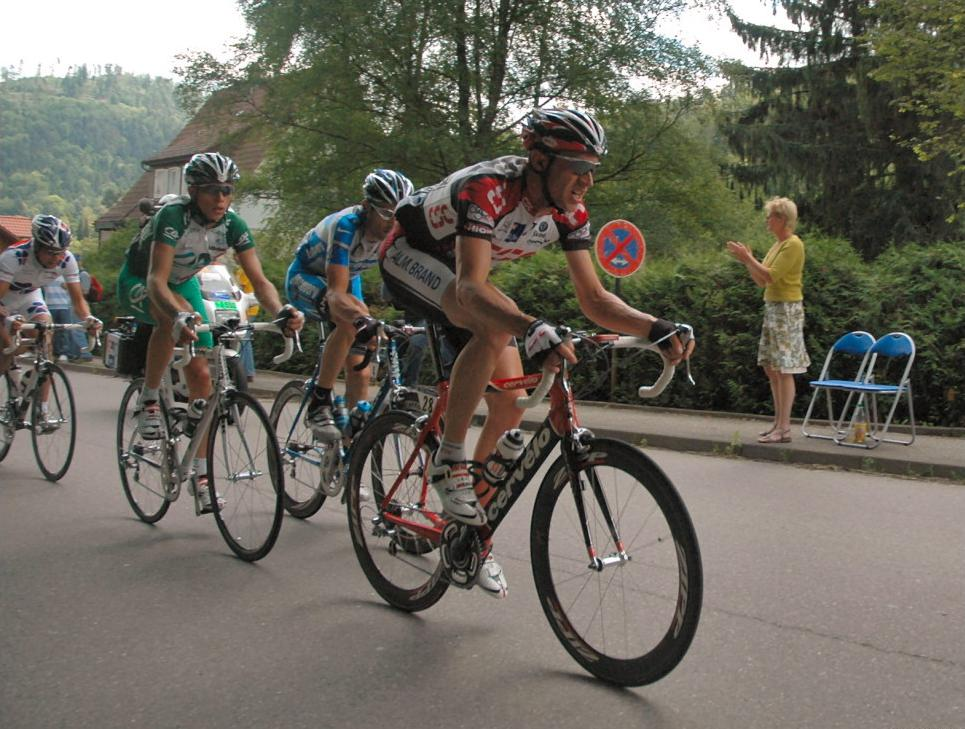
福格特(前者) 於 2005 環法自行車賽；他在第九賽段後，這一天取得全面領先

## 外部連結
- Trek Factory Racing 車隊上的個人檔案
  （页面存档备份，存于）
- 延斯·福格特 at Cycling Archives在Cycling Archives網站上